# Въръщ (окръг Гюргево)
Въръщ (на румънски: Vărăști) е село в Румъния, административен център на община Въръщ, окръг Гюргево. Намира се на 51 метра надморска височина. Според преброяването през 2011 г. е с население от 3908 души. Според преброяването от 2002 г. в селото живеят 96% румънци и 4% цигани, но според оценки повече от половината жители са етнически българи.
Броят на българите в селото се оценява на около 2500 души, живеят още румънци и цигани. В периода през 1910 – 1920 г. в селото живеят 2100 българи и 360 румънци. Българите са преселници от село Хърсово (Кеманларско), които се преселват от 1812 г. и 1832 г.